# ART 80-32-Klasse
Bei den Schiffen der Baureihe  ART 80-32 handelt es sich um von Damen Shipyards gebaute Schlepper die als Rotorschlepper über einen umweltfreundlichen Hybridantrieb verfügen.

## Beschreibung
Die Baureihe besteht aus den beiden Schlepper RT Emotion und RT Evolution, welche beide für die niederländische Reederei Kotug im Einsatz sind.
Die Schiffskörper wurden bei Nauta Shipyard in Gdingen erbaut und bei Damen Shipyards in Hardinxveld zu Ende ausgerüstet. Der Bau kostete rund eine Million Euro.
Der Schlepper des Typs ART 80-32 ist eine Weiterentwicklung des 2011 erfolgten Umbaus des Schleppers RT Adriaan in einen Schlepper mit Hybridantrieb, um eine weitere Reduzierung der Kohlendioxidemissionen zu erreichen.

## Technische Daten und Ausstattung
Die Schlepper verfügt über einen Hybridantrieb aus 18 Lithium-Polymer-Akkubänken vom kanadischen Hersteller Corvus, drei Caterpiller-Dieselmotoren und Wellengeneratoren. Die 18 Akkumulatoren haben eine Kapazität von 6,5 kWh (insgesamt 117 kWh) und eine Bus-Spannung von 450 V. Die drei Wellengeneratoren können auch als Elektromotoren arbeiten und haben eine Nennleistung von jeweils 500 kW.
Der Antrieb erfolgt über drei Caterpillar-Hauptmaschinen vom Typ 3512 C mit jeweils 1.765 kW Leistung bei 1.800 min−1 auf drei Schottel-Ruderpropeller vom Typ SRP 3000 FP mit 2,3 m Durchmesser.
Für die Stromerzeugung stehen zwei Caterpillar-Dieselgeneratoren zur Verfügung: ein Caterpillar C18 TA mit 450 kW Leistung (575 kVA Scheinleistung) sowie ein Caterpillar C9 TA mit 200 kW Leistung (250 kVA Scheinleistung).
Sie verfügen über einen Pfahlzug von rund 80 Tonnen.